# Eriosoma lanigerum
Eriosoma lanigerum Hausm., cuyo nombre común es pulgón lanígero del manzano, es un hemíptero de la familia de los áfidos, una de las aproximadamente 30 especies del género Eriosoma.

## Descripción y biología
Las hembras ápteras son vivíparas. Miden 1,5-2,5 mm. Su cuerpo es oval, de tono pardo rojizo u oscuro. Las antenas son cortas y los sifones, no desarrollados, aparecen como poros anulares.
Las hembras aladas también son vivíparas. Su cabeza y tórax son negros, brillantes, con abdomen pardo rojizo.
Las colonias de estos pulgones se presentan con largos filamentos blanco azulados, de aspecto algodonoso debido a la secreción cerosa que los cubre. Invernan principalmente como ninfas de 1° o 2° estadio, que son las más resistentes al frío, en grietas de la corteza, en la parte más baja del tronco y al ras del suelo. Más raramente hibernan en las raíces. En primavera, las ninfas provenientes de las colonias subterráneas migran a la parte aérea de la planta y se localizan en colonias ubicadas en las ramas y los troncos, especialmente en grietas y heridas. Pueden llegar a atacar el fruto, dependiendo de la densidad de la población de áfidos y de las condiciones ambientales.
El número cromosómico diploide del pulgón lanígero en las hembras sexúparas y ovíparas es 2n = 12, pero en los machos es 2n = 11.

## Hospedantes e importancia económica
Desde el punto de vista económico, el hospedante principal del pulgón lanígero es el manzano. El pulgón lanígero es capaz de desarrollar todo su ciclo de vida en esa especie solamente, como sucede en Australia, y Argentina, o en otras especies. El hospedante primario sería Ulmus americana. En general, su importancia económica es secundaria en comparación con otras plagas del manzano, aunque algunos ataques del pulgón lanígero pueden llegar a ser graves, y su distribución alcanza cinco continentes.

## Daños que ocasiona
El pulgón lanígero se alimenta de la savia vegetal. Se halla en raíces, troncos, ramas principales y ramas menores de la planta, formando agallas hiperplásicas en el lugar del ataque. La agallas son el resultado de una reacción de la planta a la saliva tóxica que inyecta el insecto. Si las agallas se forman en la raíz, pueden retardar el crecimiento de la planta y llegar a matar ejemplares jóvenes. En la parte aérea produce defoliación anticipada, debilidad de las yemas fructíferas y de la planta en general, pérdida de fructificación, además de interferencia en la circulación de la savia. Una agalla en la parte aérea de la planta puede alcanzar el tamaño de una nuez. Ocasionalmente el pulgón lanígero puede presentarse en el pedúnculo del fruto y en la cavidad del cáliz.

## Manejo integrado del pulgón lanígero
El manejo integrado de una plaga es un sistema de manipulación inteligente de la población de esa plaga, que utiliza todas las técnicas disponibles de manera compatible, para reducir la población del insecto y mantenerla en niveles inferiores al umbral de daño económico. Para el manejo integrado del pulgón lanígero se suele recomendar la combinación de estrategias culturales, biológicas, y químicas.

### Medidas culturales
Una de las estrategias de cultivo más difundidas para el manejo del pulgón lanígero es la elección del portainjerto, ya que el uso de portainjertos de variedades resistentes a esta plaga influye en su presencia y en los niveles de daño que ocasiona. 'Northern Spy' y 'Robusta 5' son dos variedades de manzano resistentes al pulgón lanígero. Las variedades resistentes como 'Northern Spy' se propagan vegetativamente para obtener ejemplares que se utilizan como portainjertos resistentes, sobre los cuales se injertan las variedades comerciales de manzano. Otros clones resistentes incluyen varios de la serie MM (Malling- Merton) desarrollados específicamente en Inglaterra para la resistencia al pulgón lanígero. Entre ellos destacan el portainjerto enanizante MM106, MM111, y M116.
Se encuentran identificados los genes que confieren resistencia al pulgón lanígero.

### Manejo biológico

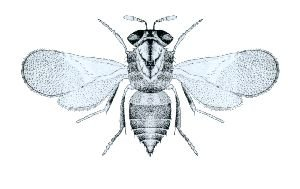
La avispita Aphelinus mali, que parasita casi exclusivamente al pulgón lanígero, constituye una de las herramientas más estudiadas de manejo biológico de esta plaga.

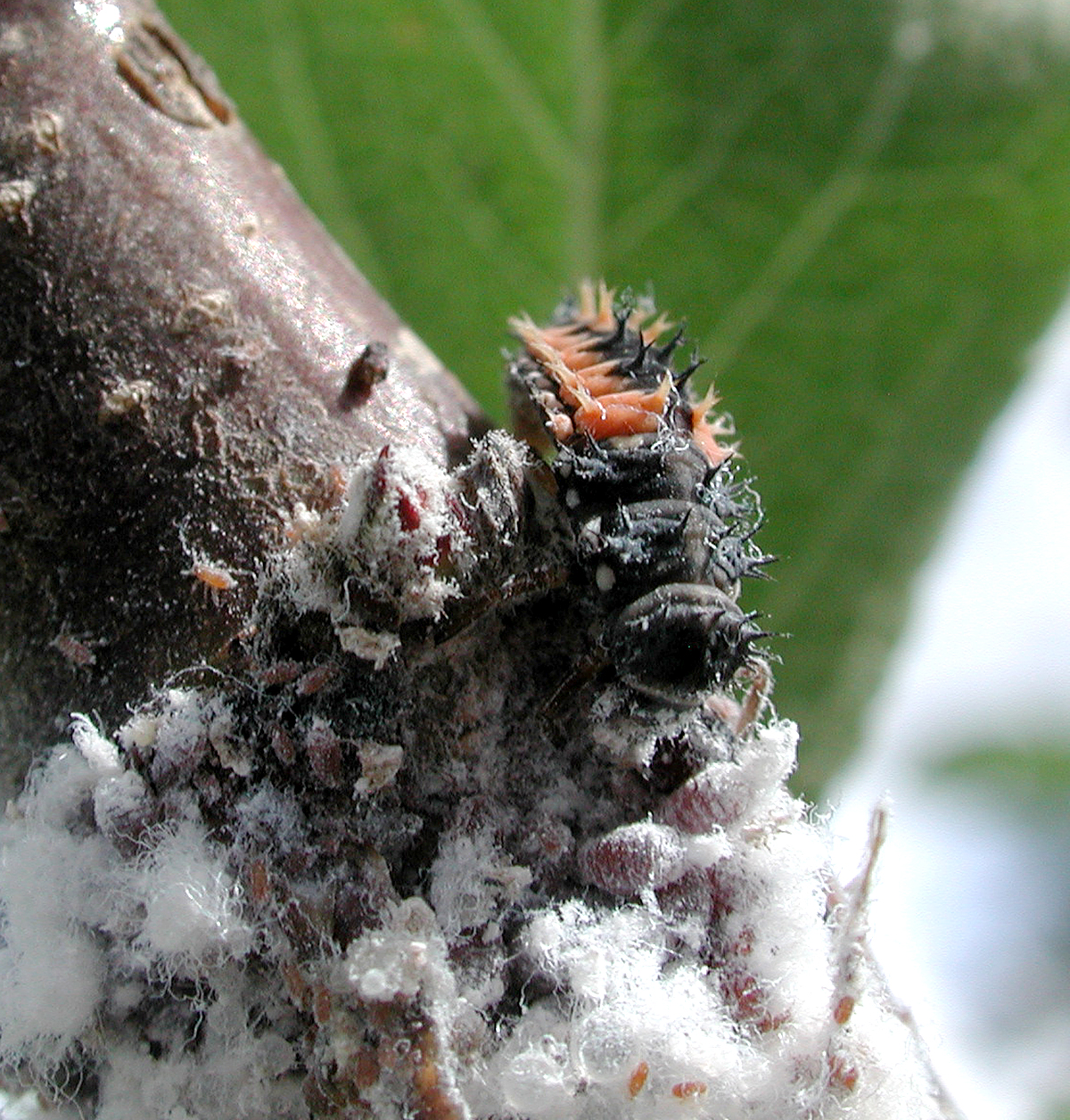
Larva de la mariquita Harmonia axyridis depredando colonias de pulgones lanígeros.

Existen muchos enemigos naturales del pulgón lanígero disponibles, tanto parásitos como predadores, que pueden ser de utilidad para la elaboración de estrategias de manejo biológico. Se identificaron más de 70 especies de insectos predadores pertenecientes a 5 órdenes y siete familias (Coccinellidae, Chrysopidae, Hemerobiidae, Forficulidae, Lygaeidae, Syrphidae, y Cecidomyiidae) que se alimentan de esta especie de áfido.
Existen cinco especies de himenópteros endoparásitos y dos especies de ácaros ectoparásitos que atacan a Eriosoma lanigerum. Aphelinus mali, una avispita parasitoide de 1,5 mm de longitud, parasita casi exclusivamente al pulgón lanígero, para lo cual posee un largo ovipositor que le permite atravesar la capa algodonosa que recubre la colonia y llegar hasta los pulgones en cuyo interior ovipone. La larva crece en el interior del pulgón y emerge como adulto. Otro parásito conocido es Areopraon lepelleyi.
Entre los predadores conocidos se encuentran Anthocoris nemoralis, Balaustium putmani, Cheilomenes lunata, Chrysoperla carnea, Episyrphus balteatus, Eupeodes confrater, Eupeodes corolas, Exochomus melanocephalus, Harmonia axyridis, Hippodamia convergens, Paragus tibialis, etc. En todos los casos, se debe monitorear la presencia de enemigos naturales del pulgón lanígero y adoptar todas las medidas tendentes a la protección de esos organismos benéficos.

### Manejo químico
El empleo de plaguicidas debe complementarse con las otras medidas de manejo. El seguimiento de la plaga se realiza desde la caída de los pétalos, y ese monitoreo se realiza sobre brotes del año de 25 plantas por parcela. Se registra el porcentaje de ocupación y la presencia de Aphelinus mali (u otros enemigos naturales) y de pulgones parasitados. En el Alto Valle del Río Negro, Argentina, se considera que el umbral de daño económico más allá del cual se justificaría el control químico es de 5 % de ocupación.
Los productos químicos utilizados varían según los países y las regulaciones vigentes.